# LOVE (後藤真希のアルバム)
『LOVE』は、後藤真希の3枚目のミニアルバム。（『SWEET BLACK』を含めると4枚目）

## 概要
- エイベックス移籍後3作目の本人名義での作品。
- 【CDのみ】【CD+DVD】【ドン.キホーテ限定版】の計3形態でリリースされた。尚、CDの収録内容はすべて一緒。【CD+DVD】【ドン.キホーテ限定版】のDVDの収録内容は異なっている。

## 発売形態
- CD+DVD
  - 品番：AVCD-38283/B
- CD Only
  - 品番：AVCD-38284
- ドン.キホーテ限定版
  - 品番：AVC1-38285/B

## 収録内容
CD
1. ねぇ、、、
TBS系テレビ『20マウス』4・5月度 エンディング・テーマ
2. lalala
3. 空と君のあいだに
中島みゆきのカバー
4. 会いたい
5. your song
フジテレビ系列全国ネット『奇跡体験!アンビリバボー』エンディングテーマソング（4～6月）

DVD
1. ｢ねぇ、、、｣MUSIC VIDEO ver.A
2. MAKING OF「ねぇ、、、」MUSIC VIDEO

DVD （ドン・キホーテ限定生産盤）
1. ｢ねぇ、、、｣MUSIC VIDEO ver.B
2. MAKING OF「ねぇ、、、」MUSIC VIDEO